# 옌후이칭

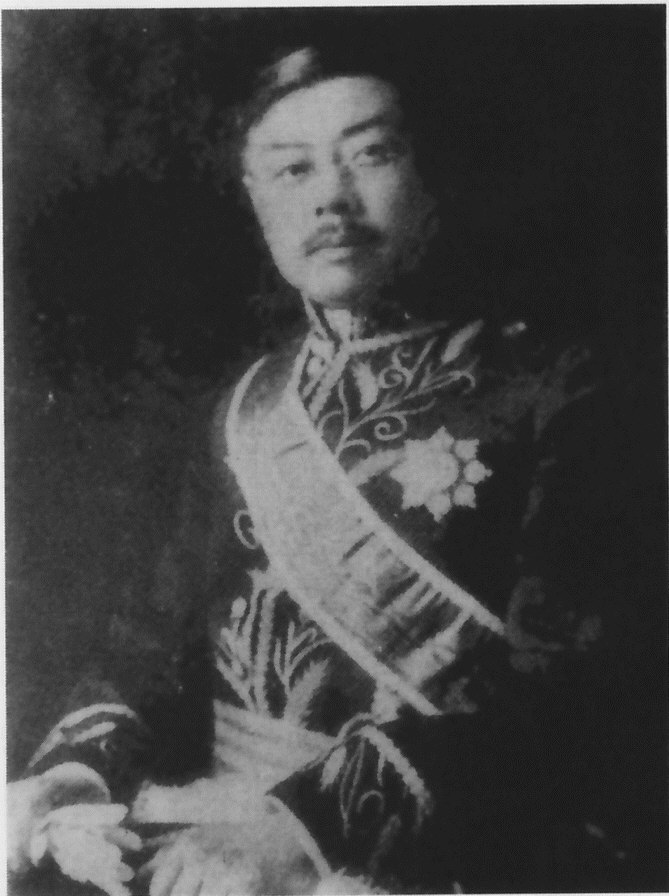

옌후이칭(顏惠慶, 1877년 4월 2일 ~ 1950년 5월 24일)은 청나라, 중화민국, 중화인민공화국 시기에 활동한 중국의 외교관이자 정치인이다. 진사 칭호를 받았다. 사망하기 잠시동안 중국인민정치협상회의의 일원이었다.
상하이시 태생으로, 버지니아 대학교를 졸업하여 여러 상과 메달을 수상했으며 파이 베타 카파에 선출되었다. 미국에서 돌아온 뒤 짧은 기간 상하이 세인트 존스 대학에서 영어를 가르쳤다. 이후 베이징에서 정치 경력을 쌓았다.